# Kingdra
Kingdra is een waterdraak Pokémon, die op een zeepaard lijkt. De eerste vorm van Kingdra is Horsea. Op level 32 evolueert Horsea naar Seadra. In het spel kan men door te ruilen Seadra vervolgens in een Kingdra laten veranderen.
In de afleveringen zegt de Pokédex het volgende over Kingdra: "Kingdra, een Dragon Pokémon. Rust meestal op de zeebodem, maar in actieve periodes kan zelfs een simpele gaap draaikolken veroorzaken!"
Kingdra leeft in het wild op de zeebodem, op een diepte waar geen enkele andere levensvorm kan leven. In de serie zien we hem onder andere terug in de gym van Clair, de laatste gymleider van Johto.

## Ruilkaartenspel
Er bestaan acht standaard Kingdra kaarten: zeven met het type Water als element en een met het type Colorless. Verder bestaat er nog één Clair's Kingdra (enkel in Japan uitgebracht), een Lance's Kingdra (ook enkel in Japan uitgebracht) en een Kingdra ex-kaart. Deze hebben het type Water als element. Ook bestaat er één Metal en Fire-type Kingdra δ-kaart en een Fighting-type Kingdra ex δ-kaart.

### Kingdra (Neo Revelation 19)
Kingdra (Japans: キングドラ Kingdra) is een Water-type Stadium 2 Pokémonkaart. Het maakt deel uit van de Neo Revelation reeks. Hij heeft een HP van 90 en kent de aanvallen Genetic Memory en Twister. Twister is een aanval in de spellen die Kingdra leert op level 26.